# Neste
La Neste è un fiume francese che nasce nel Parco nazionale dei Pirenei. È uno degli affluenti alla sinistra orografica della Garonna. Esso scorre per quasi tutto il suo corso nel dipartimento degli Alti Pirenei e solo il suo breve, ultimo tratto prima di confluire nella Garonna, viene percorso nel dipartimento dell'Alta Garonna. Esso rimane comunque nella regione Occitania.

## Geografia

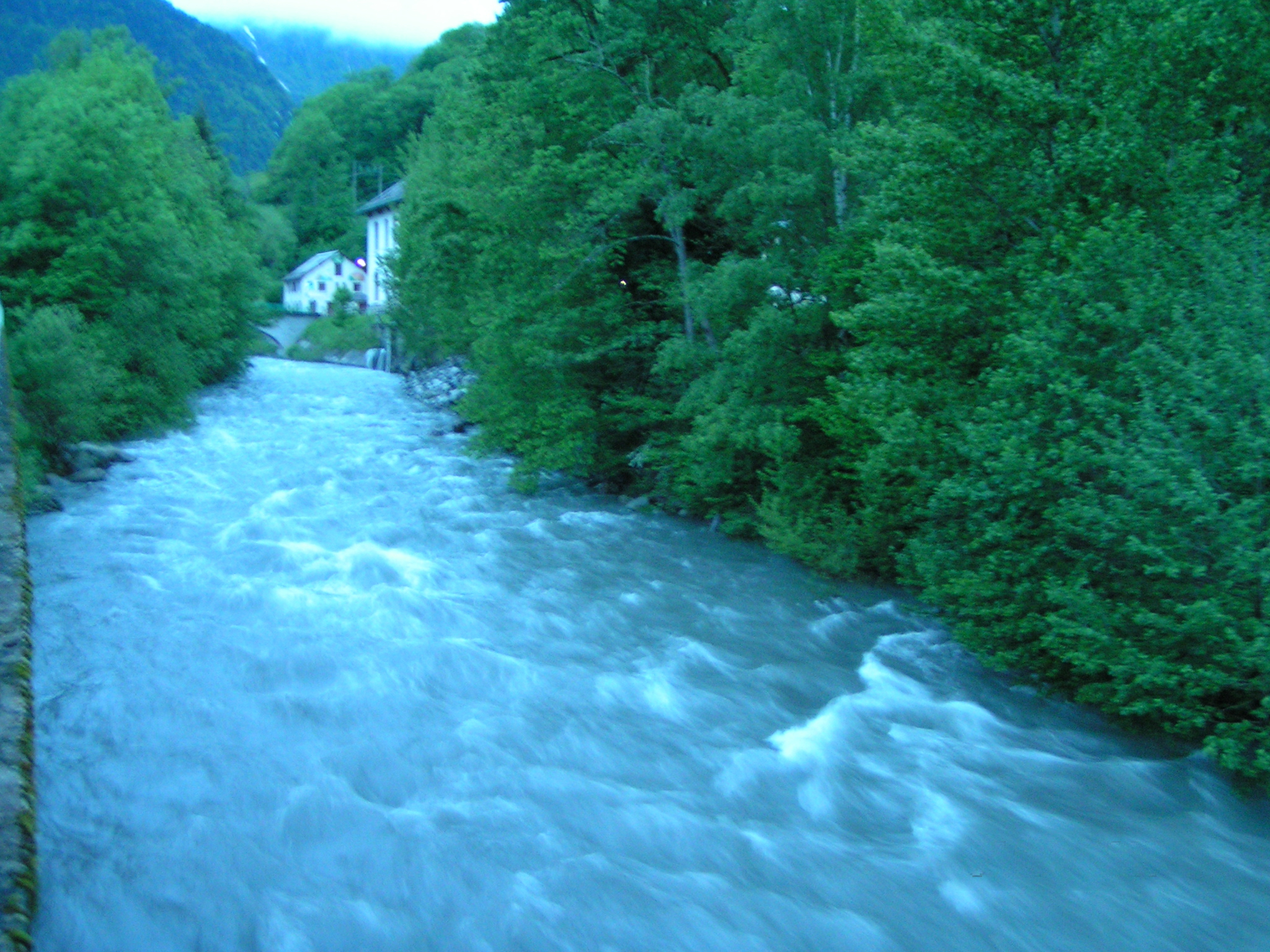
La Neste d'Aure a Saint-Lary-Soulan.

Secondo il SANDRE (Service d'Administration Nationale des Données et Référentiels sur l'Eau), la Neste è un solo corso d'acqua che nasce nel territorio del comune di Aragnouet.
Secondo l'Istituto geografico nazionale di Francia (IGN) ed il catasto di Aragnouet, il primo tratto del fiume è denominato Neste de Badet e sgorga a circa 2.570 m s.l.m., al nord del Pic de la Géla. Al villaggio di Plan, la Neste de Badet prende il nome di Neste d'Aragnouet, dopo la sua confluenza con la Neste de la Géla.
La Neste d'Aragnouet attraversa Aragnouet e quindi, subito prima della frazione di Fabian riceve le acque della Neste de Couplan.
Di qui il fiume prende il nome di Neste d'Aure e bagna il comune di Saint-Lary-Soulan.
Ancora più a valle, nel territorio di Arreau, punto d'incontro delle valli di Aure e di Lauron, essa ricava le acque del suo principale affluente, la Neste du Louron, assumendo qui il suo nome definitivo di Neste.
Essa bagna i comuni di Sarrancolin, La Barthe-de-Neste e Saint-Laurent-de-Neste prima di confluire dalla riva sinistra nella Garonna, nel comune di Montréjeau, a 414 m s.l.m. d'altitude. Gli ultimi 500 m del suo corso si trovano nel territorio del dipartimento dell'Alta Garonna.

### Dipartimenti e principali comuni attraversati
- Alti Pirenei: Saint-Lary-Soulan, Arreau, Saint-Laurent-de-Neste
- Alta Garonna: Montréjeau

### Idrografia
La Neste è un corso d'acqua di montagna che alimenta l'omonimo canale; il suo bacino idrografico si estende per 870 km².
La stazione idrogeologica di Beyrède a Sarrancolin, in servizio tra il 1961 ed il 2001, ne ha registrato una portata massima giornaliera di 211 m³/s il 7 novembre 1982.
Durante questi cinquant'anni la portata media annua si è assestata a 19.4 m³/s.

### Affluenti

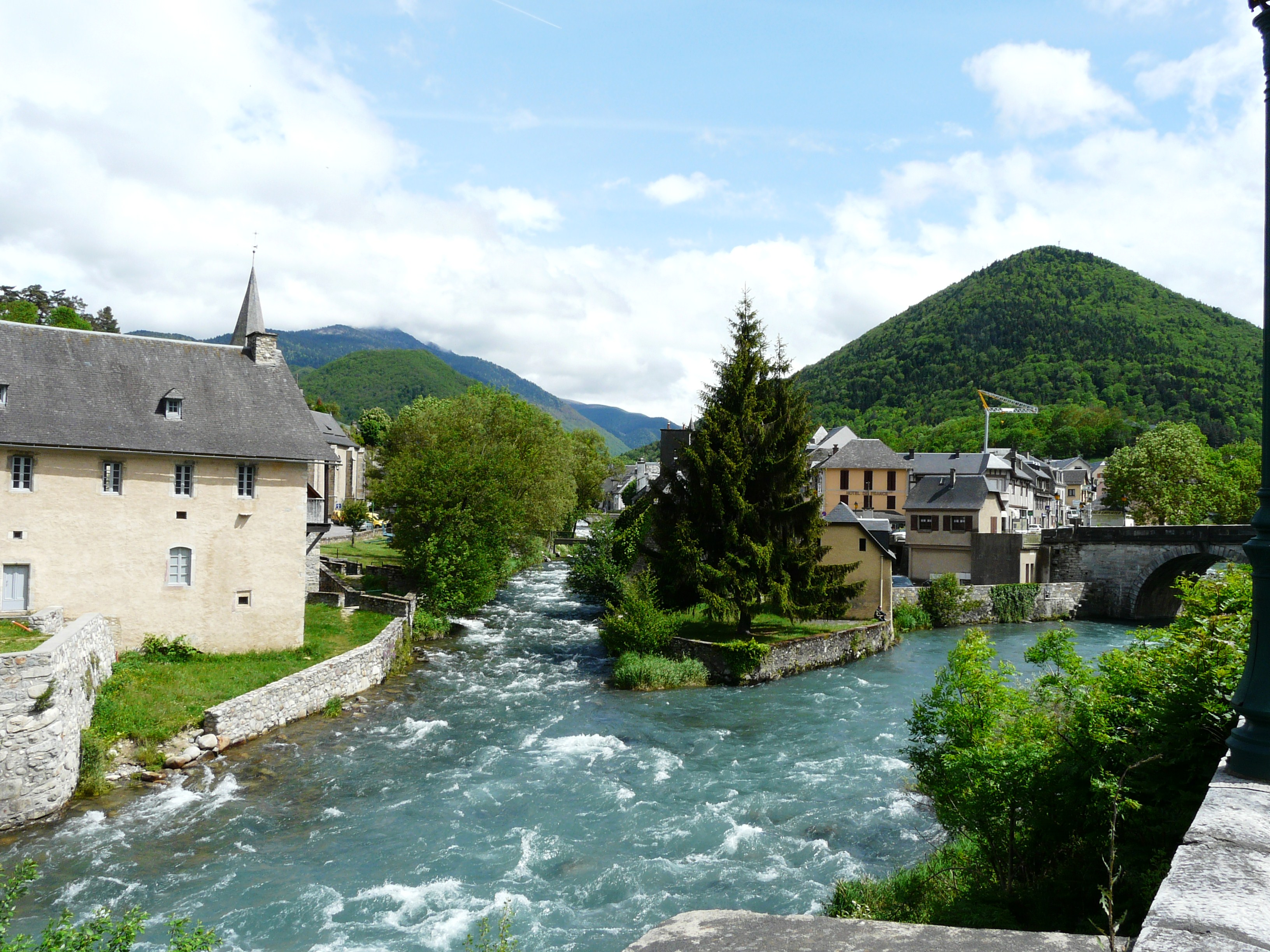
Ad Arreau, la confluenza della Neste du Louron (a sinistra) e la Neste d'Aure

Fra l'ottantina di affluenti repertoriati dal SANDRE, i principali, procedendo da monte verso valle, sono:
- Neste de Couplan, 16,6 km[5], riva sinistra,
- Neste du Moudang, 9,4 km[6], riva destra,
- Neste de Rioumajou, 15,3 km[7], riva destra,
- Mousquère (o torrente d'Ourtigué), 12,8 km[8], riva destra,
- Lavedan, 11,5 km[9], riva sinistra,
- Neste du Louron, 32 km[10], riva destra,
- Torrente d'Ardengost, 9,5 km[11], riva destra,
- Merdan, 11 km[12], riva destra,
- Torrente di Nistos (o Nistes), 18,5 km[13], riva destra.

## Siti e monumenti

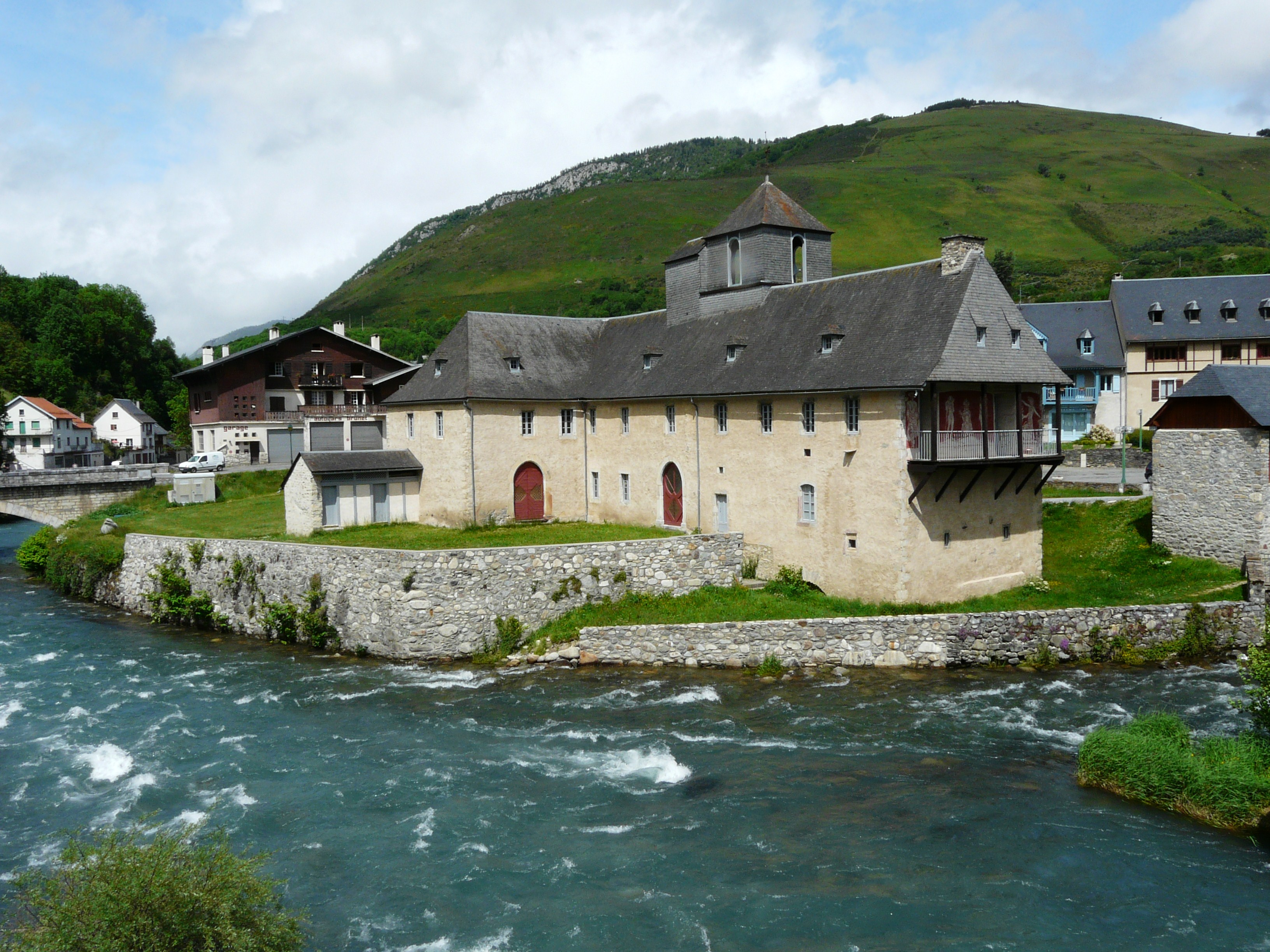
Il castello dei Neste ad Arreau

- Cappella Notre Dame de l'Assomption du Plan dei Cavalieri Ospitalieri di San Giovanni di Gerusalemme, ad Aragnouet
- Castello di Tramezaygues
- Chiesa di Saint-Barthélemy de Vielle-Aure
- Cappella d'Agos dei Cavalieri Ospitalieri di San Giovanni di Gerusalemme, a Vielle-Aure
- Massi erratici di Peyre-Mayou a Bazus-Aure
- Église Saint-Brice Sainte-Catherine de Guchen
- Cappella Notre-Dame de Pène-Tailhade di Cadéac
- Rovine della torre a Cadéac
- Ad Arreau
  - Castello dei Nestes (o castello Camou)
  - Casa dei Lys
  - Chiesa (o cappella) di Saint-Exupère
  - Chiesa di Notre-Dame
- A Sarrancolin
  - Torre della Prigione a
  - Chiesa di Saint-Pierre Saint-Ebons

## Immagini della Neste

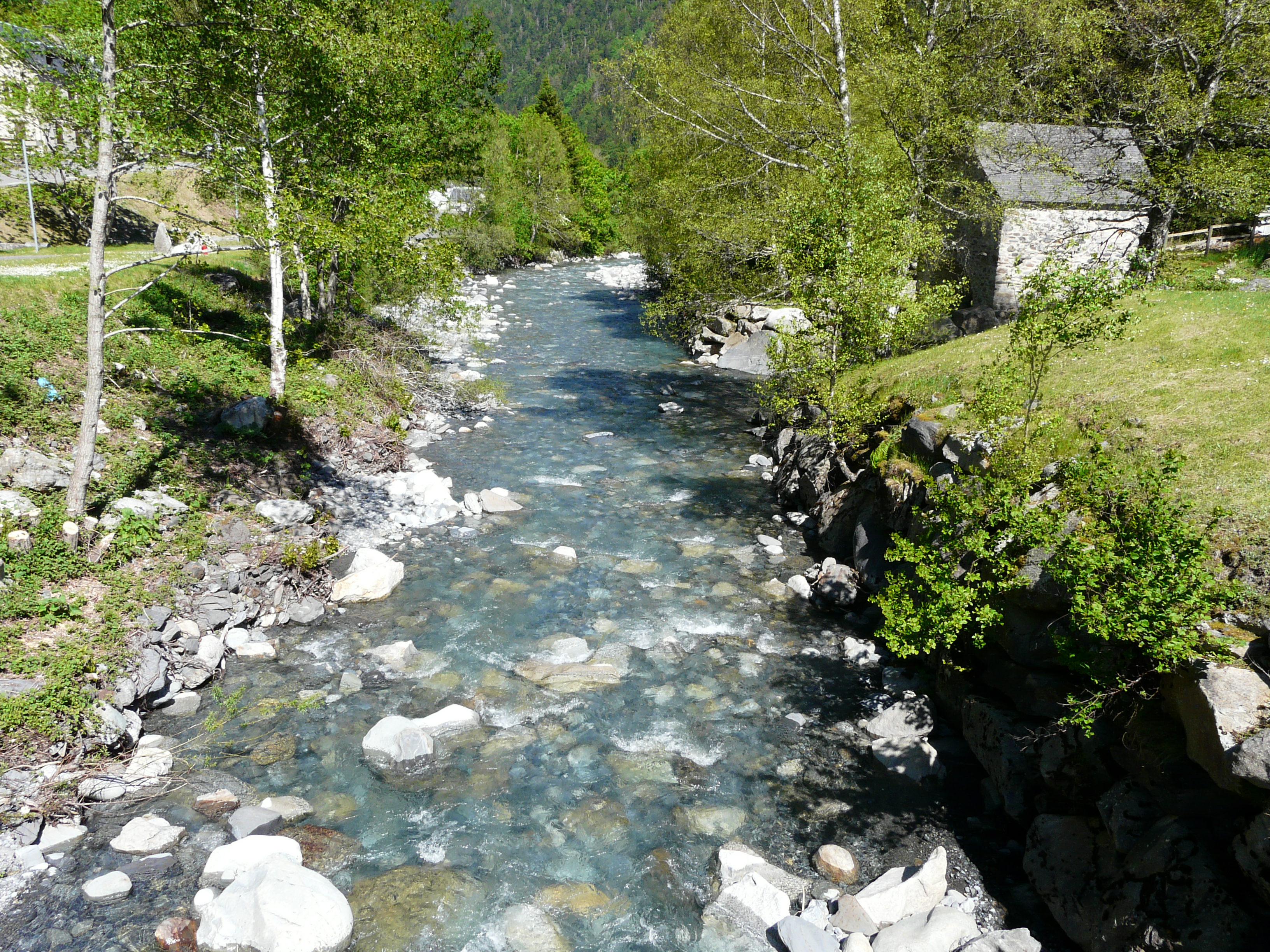
La Neste d'Aure al ponte del Moudang, Aragnouet.
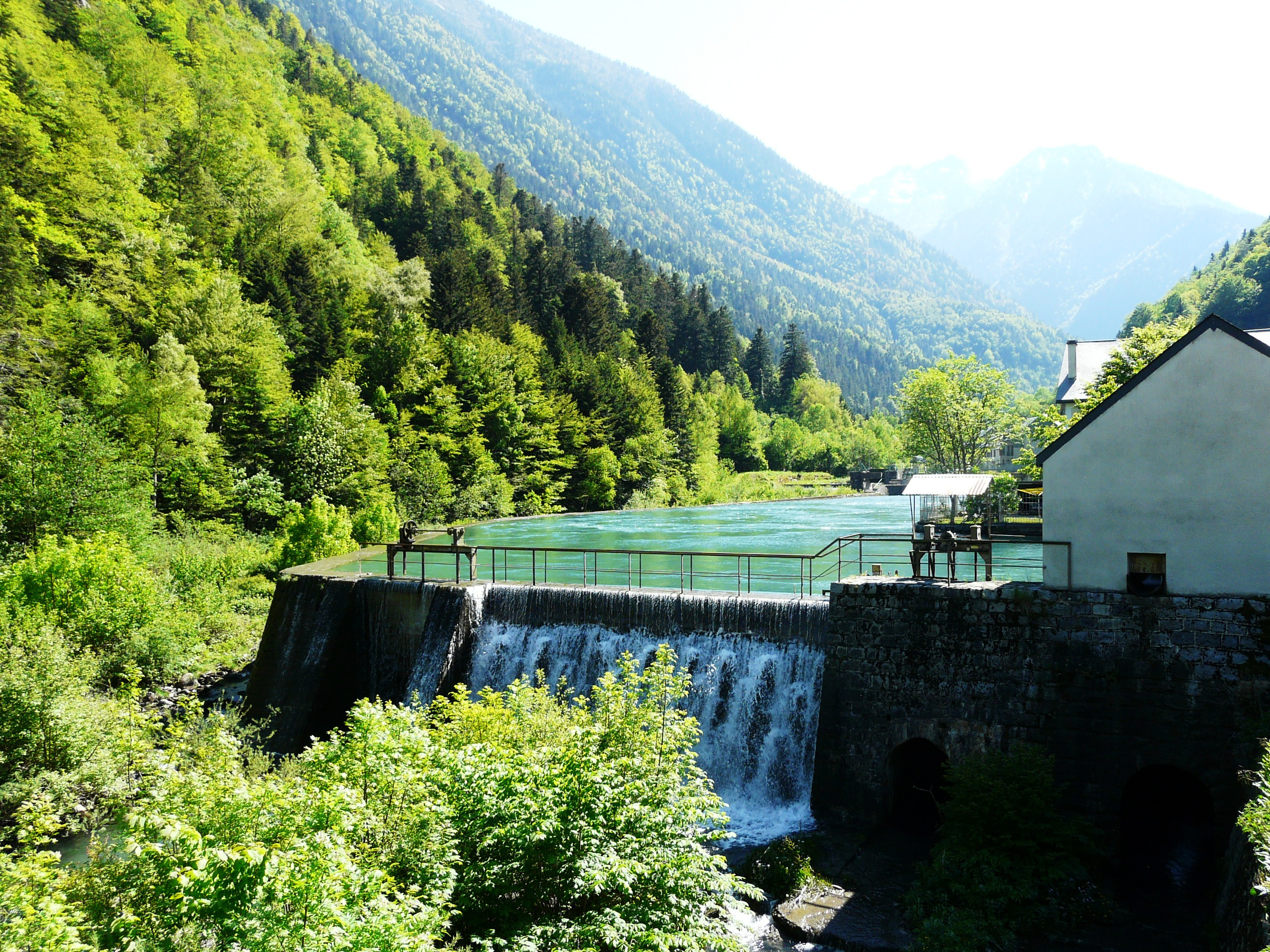
Sbarramento sulla Neste d'Aure a Éget-Cité, Aragnouet.
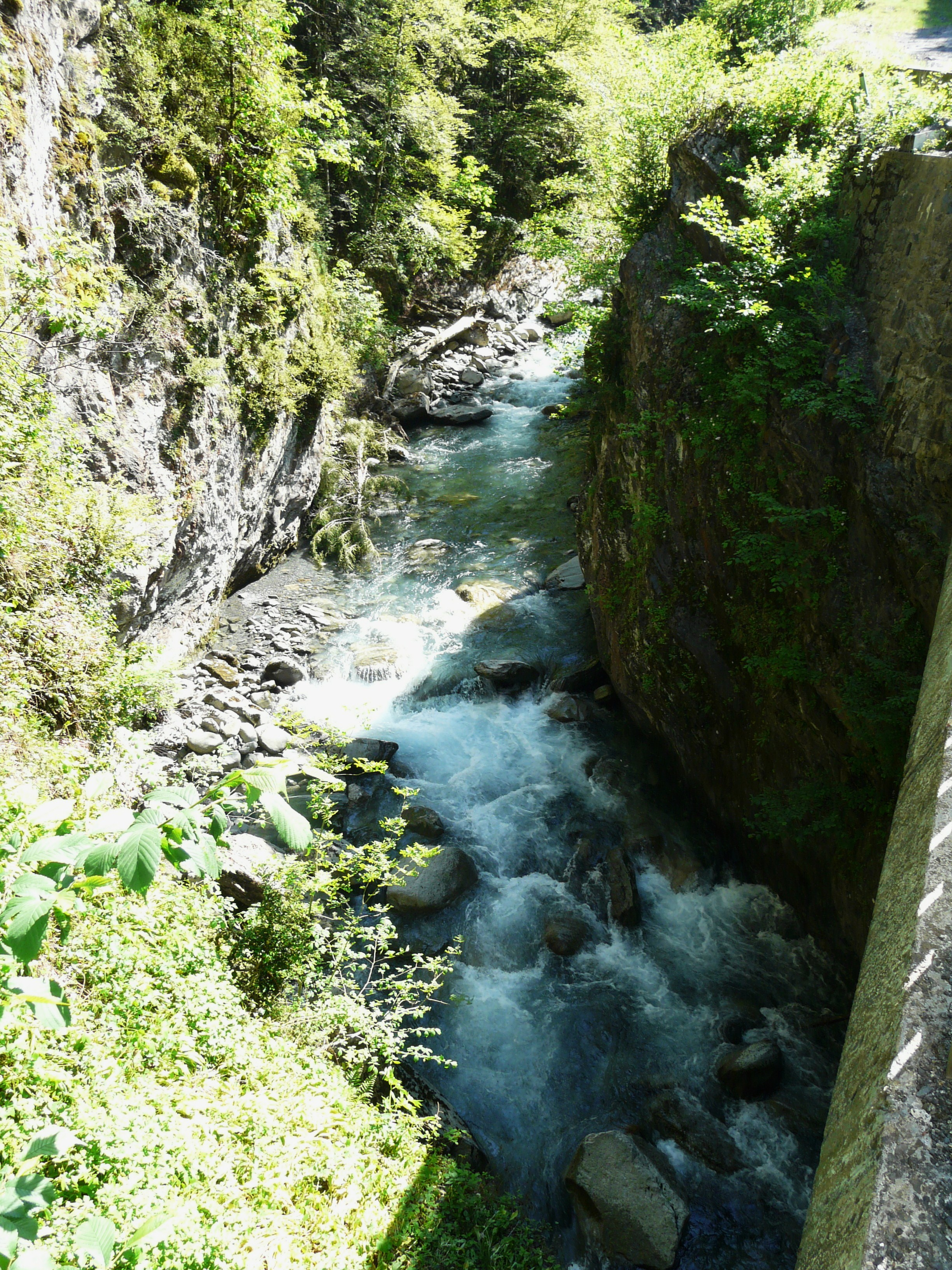
La Neste d'Aure al ponte della Hosse, Aragnouet.
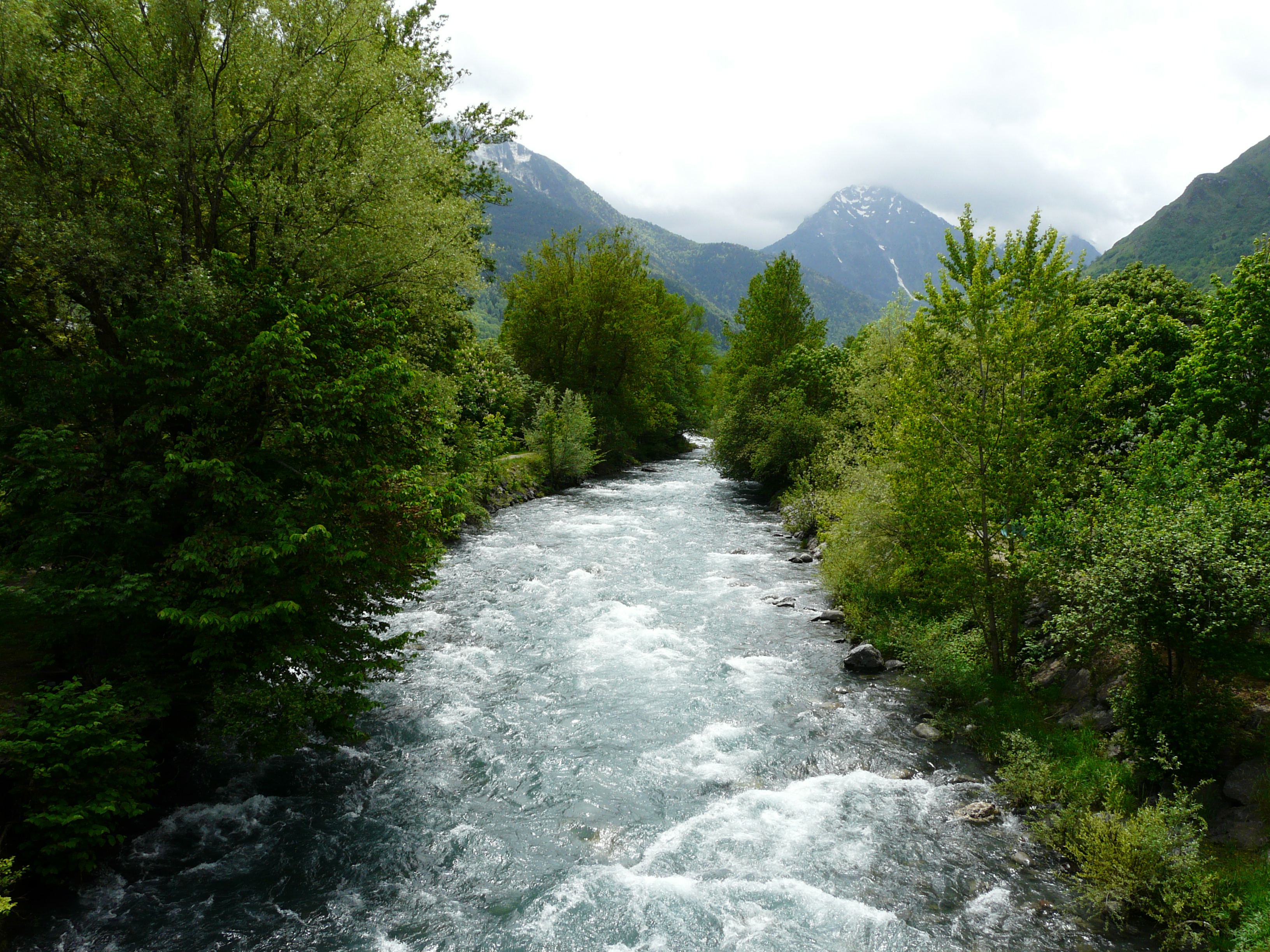
La Neste d'Aure a Vielle-Aure.